# James Mtume
James Mtume (* 3. Januar 1947 als James Forman in Philadelphia, Pennsylvania; † 9. Januar 2022 in South Orange, New Jersey) war ein US-amerikanischer Musiker (Perkussionist, besonders Congaspieler, Keyboarder, Sänger, Songwriter, Bandleader), Musikproduzent und Rundfunkmoderator, der zunächst im Jazz- und später vor allem im Funkbereich hervorgetreten ist.

## Leben und Wirken
Mtume, Sohn des Jazzsaxophonisten Jimmy Heath, wuchs in seiner Geburtsstadt auf und zog Anfang 1970 nach New York City, wo er mit Herbie Hancock, Tootie Heath (Kawaida), Buddy Terry, Joe Henderson und Freddie Hubbard arbeitete, bevor er zwischen 1971 und 1975 Mitglied der Band von Miles Davis wurde. Daneben leitete er seine eigene Band, die auch mit Mischformen zwischen freiem Jazz und Poesie experimentierte. Als Sessionmusiker war er in den 1970er Jahren auch an Aufnahmen von Gato Barbieri, Eddie Henderson, McCoy Tyner, Lonnie Liston Smith, James Spaulding und Sonny Rollins beteiligt. Auch trat er mit The Heath Brothers, der Band seines Vaters mit seinen Onkeln, auf. Ferner arbeitete er für Roberta Flack und schrieb mit dem Gitarristen Reggie Lucas, mit dem er ab 1974 zusammenarbeitete, für Stephanie Mills den Hit I Never Knew Love Like this Before.
Seine Ende der 1970er Jahre gegründete Band Mtume hatte mit der Single You, Me, and He einen Top-Five-R&B-Hit und war bis Mitte der 1980er Jahre aktiv. Sie ist insbesondere durch ihren Song Juicy Fruit bekannt, der gesampelt von The Notorious B.I.G. in dessen Album Juicy verwendet wurde, aber auch für Jennifer Lopez’ Song Loving You und für Warren Gs Do You See; weiter wurde der Song durch Wreckx-N-Effect gesampelt.
Weiterhin war Mtume an Einspielungen von Lou Rawls, Hugh Masekela und Roy Ayers beteiligt und arbeitete mit Players Association. Auf dem New Yorker Sender WRKS (98.7 KISS FM) hatte er eine eigene Radioshow. Für Mary J. Blige produzierte er 1997 die Alben Share My World und K-Ci and Jo-Jo's Love Always. Auch arbeitete er mit Black Renaissance (2002).
James Mtume starb am 9. Januar 2022 in seinem Zuhause in South Orange im Alter von 76 Jahren an den Folgen einer Krebserkrankung.

## Diskografie (Auswahl)

### Alben
| Jahr | Titel                            | Höchstplatzierung, Gesamtwochen, AuszeichnungChartplatzierungen (Jahr, Titel, Platzierungen, Wochen, Auszeichnungen, Anmerkungen) | Höchstplatzierung, Gesamtwochen, AuszeichnungChartplatzierungen (Jahr, Titel, Platzierungen, Wochen, Auszeichnungen, Anmerkungen) | Anmerkungen  |
| Jahr | Titel                            | UK | US | Anmerkungen  |
| ---- | -------------------------------- | --- | --- | ------------ |
| 1980 | In Search of the Rainbow Seekers | — | US119 (4 Wo.)US | Epic Records |
| 1983 | Juicy Fruit                      | — | US26 Gold · (22 Wo.)US | Epic Records |
| 1984 | You, Me and He                   | UK85 (1 Wo.)UK | US77 (19 Wo.)US | CBS          |
| 1986 | Theater of the Mind              | — | US135 (8 Wo.)US | CBS          |

Weitere Alben
- Mtume Umoja Ensemble: Alkebu-Lan – Land of the Blacks (Strata East Records 1972, mit Gary Bartz, Carlos Garnett, Leroy Jenkins, Stanley Cowell, Buster Williams, Billy Hart, Ndugu)
- Miles Davis: Dark Magus, Get Up with It (1974)
- Rebirth Cycle (Third Street Records 1974, mit u. a. John Stubblefield, Azar Lawrence, Jimmy Heath, Leroy Jenkins, Stanley Cowell, Reggie Lucas, Buster Williams, Cecil McBee, Al Foster, Dee Dee Bridgewater, Jean Carn)

Kompilationen
- 2005: Juicy
- 2010: Kiss This World Goodbye / In Search of the Rainbow
- 2017: Prime Time – The Epic Anthology[5]

### Singles
| Jahr | Titel Album               | Höchstplatzierung, Gesamtwochen, AuszeichnungChartplatzierungen (Jahr, Titel, Album, Platzierungen, Wochen, Auszeichnungen, Anmerkungen) | Höchstplatzierung, Gesamtwochen, AuszeichnungChartplatzierungen (Jahr, Titel, Album, Platzierungen, Wochen, Auszeichnungen, Anmerkungen) | Anmerkungen |
| Jahr | Titel Album               | UK | US | Anmerkungen |
| ---- | ------------------------- | --- | --- | ----------- |
| 1983 | Juicy Fruit               | UK34 (9 Wo.)UK | US45 Gold · (12 Wo.)US |             |
| 1984 | You, Me and He            | — | US83 (5 Wo.)US |             |
| 1984 | Prime Time You, Me and He | UK57 (3 Wo.)UK | — |             |

### Nachrufe
- Ben Beaumont-Thomas: James Mtume, jazz and funk musician, dies aged 75. The Guardian, 10. Januar 2022 (englisch).
- Brad Farberman: James Mtume, the beat behind Juicy and the late Miles Davis, dies at 76. National Public Radio, 9. Januar 2022 (englisch).
- Evan Minsker: James Mtume, Jazz and R&B Musician, Dies at 75. Pitchfork Media, 9. Januar 2022 (englisch).
- Michael J. West: James Mtume 1946 – 2022 – Descended from jazz royalty, he played on the music’s outer edge before becoming an R&B hitmakerNachruf. JazzTimes, 10. Januar 2022 (englisch).
- Michael Rüsenberg: Mtume, 1946-2022. jazzcity.de, 14. Januar 2022.